# Upsalita

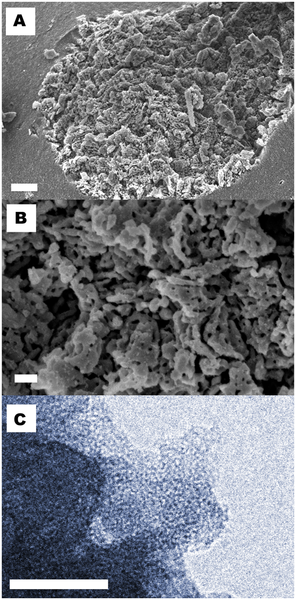
Imágenes obtenidas con un microscopio electrónico de la upsalita — escala: (A) 1 μm (B) 200 nm (C) 50 nm.

Los carbonatos de magnesio mesoporosos (MMCs por sus siglas en inglés, también conocidos como Upsalita), constituyen una familia de materiales de carbonato de magnesio con altas áreas de superficie específica. Fue informado por primera vez en julio de 2013 por un grupo de investigadores en nanotecnología de la Universidad de Uppsala. El área superficial más alta reportada de cualquier MMC es de 800 m² por gramo, que es el área superficial más alta jamás medida para un carbonato de metal alcalinotérreo. El tamaño de poro promedio de las MMC se puede ajustar ajustando las condiciones de síntesis. Hasta ahora, todas las formas informadas de MMC son anhidras y amorfas de rayos X.
Al igual que con otros tipos de materiales mesoporosos, la gran área de superficie y los poros de tamaño nanométrico hacen que los MMC sean interesantes en una serie de aplicaciones. Además, MMC tiene excelentes propiedades higroscópicas.
Los poros se forman mediante la expansión del gas CO2 durante la síntesis, no se necesitan otras moléculas de plantilla para formar la red mesoporosa en el material. La primera patente sobre MMC fue otorgada en 2017, y ahora está siendo comercializado por la empresa spin-out Disruptive Materials AB en Uppsala, Suecia, para aplicaciones dentro de cosméticos, productos deportivos y otras áreas técnicas. Los MMC también se están investigando en aplicaciones farmacéuticas.

## Nombre
En las primeras publicaciones sobre carbonato de magnesio mesoporoso, el material recibió el nombre de Upsalita como referencia a la Universidad de Uppsala y la ciudad de Uppsala, utilizando la ortografía latina con una p. Hoy, (Upsalite) es una marca registrada y, en general, la clase de material se designa como carbonatos de magnesio mesoporosos.

## Síntesis

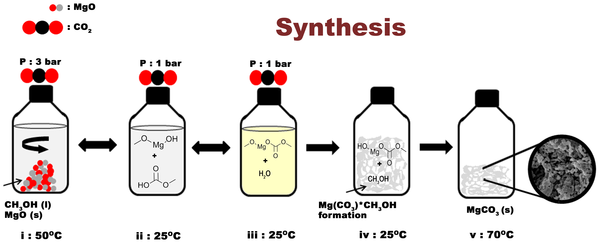
Síntesis de la upsalita

La reacción entre el óxido de magnesio (MgO) disuelto en metanol y el dióxido de carbono (CO2) a tres atmósferas dan como producto MgCO3 puro (upsalita). El tipo general de MMC se sintetiza haciendo reaccionar óxido de magnesio (MgO) y metanol bajo presión de dióxido de carbono (CO2). La agitación y la despresurización del producto dan como resultado un alcohol que se hincha a medida que el gas CO2 se expande y se libera. Cuando se libera CO2 unido físicamente, y el metanol residual se evapora del gel después del tratamiento térmico a temperaturas moderadas, el gel se solidifica y se forma una red porosa en el material. El diámetro medio de poro en el producto final puede controlarse ajustando la entrada de energía durante el proceso de solidificación.

## Estructura
Las MMC se componen de una matriz de MgCO3 amorfa y mesoporosa de rayos X con cristales de MgO incrustados en la estructura. La ruta de síntesis descrita anteriormente generalmente produce partículas MMC en el rango de milímetro a centímetro, partículas que pueden reducirse de tamaño si se desea.

## Propiedades
La upsalita es un desecante, absorbe el agua mejor que las zeolitas, que son materiales mucho más caros. La mayoría del agua absorbida se retiene cuando la upsalita se transfiere de un lugar húmedo a otro muy seco. La forma anhidra puede ser regenerada calentando la muestra a 95 °C. En contraposición, muchas zeolitas necesitan ser calentadas a temperaturas superiores a 150 grados para extraer el agua de ellas. Las propiedades desecantes de la upsalita son consecuencia de su alta superficie interna. Mientras que varias formas de carbonato magnésico tienen agua de hidratación y son cristalinas, la upsalita no. En vez de eso, es un material mesopórico.

## Usos
Los usos potenciales son la reducción de la cantidad de energía que se necesita para controlar la humedad ambiental en las industrias de electrónica y química además de en las pistas de hockey y almacenes. También se podría usar en la recolección de vertidos tóxicos y eliminación de olores.

### Farmacéuticos
Se ha demostrado que los MMC aumentan con éxito la solubilidad aparente de varios fármacos modelo poco solubles, incluido el ibuprofeno, itraconazol, tolfenámico, rimonabant, celecoxib, cinnarizina y griseofulvina. Lo hacen suprimiendo la cristalización de la sustancia farmacológica incorporada en los poros de los materiales. Los fármacos amorfos generalmente exhiben solubilidades más altas que sus equivalentes cristalinos, y al estabilizar los fármacos en su estado amorfo en la formulación del fármaco, se puede obtener una solubilidad más alta en la administración. La pobre solubilidad acuosa limita la biodisponibilidad de muchos medicamentos y, por lo tanto, su efecto terapéutico.
La liberación de medicamentos de MMC se puede ajustar a través del tamaño de partícula y tamaño de poro. La velocidad de liberación también se puede ajustar mediante la modificación química de las paredes de los poros. Se ha demostrado que la sobresaturación de fármacos formulados con MMC se puede mejorar, tanto en términos de solubilidad del fármaco como de período de tiempo para la sobresaturación, mediante la adición de los polímeros durante la liberación.

### Deportes
Debido a su capacidad para absorber la humedad, los escaladores y otros atletas pueden usar MMC para mejorar el agarre. MMC bajo la marca "Upsalita", se introdujo en el mercado global como ingrediente en la tiza trepadora, en 2018 por la empresa Black Diamond. Cuando se presentó por primera vez en la exposición deportiva ISPO más grande del mundo, recibió el mejor accesorio de escalada nuevo e innovador 2018.

### Control de humedad
Como se encuentra que los MMC adsorben más agua a bajas humedades relativas en comparación con los mejores materiales disponibles previamente, las zeolitas higroscópicas, se pueden usar para mantener la humedad a niveles extremadamente bajos donde sea necesario. Además, la upsalita puede liberar esa agua a temperaturas más bajas que las zeolitas, lo que requiere menos energía.

### Otros usos potenciales
MMC también se puede usar potencialmente para la recolección de desechos tóxicos, productos químicos o derrames de petróleo y para el control de olores, saneamiento después del incendio y la recolección de agua de cualquier fuente que lo contenga.